# Chorizococcus alami
Chorizococcus alami är en insektsart som beskrevs av Khalid och Shafee 1988. Chorizococcus alami ingår i släktet Chorizococcus och familjen ullsköldlöss. Inga underarter finns listade i Catalogue of Life.